# Ainijärvi
Ainijärvi är en sjö i Finland. Den ligger i kommunen Savukoski i landskapet Lappland, i den norra delen av landet, 900 km norr om huvudstaden Helsingfors. Ainijärvi ligger 265,8 meter över havet. Arean är 69,2 hektar och strandlinjen är 4,15 kilometer lång. Sjön  ingår i Tuulomajokis huvudavrinningsområde. 